# Lembadionidae
Famille
Les Lembadionidae sont une famille de Ciliés de la classe des Oligohymenophorea et de l'ordre des Peniculida.

## Étymologie
Le nom de la famille vient du genre type Lembadion, qui est un diminutif du grec λεμβοσ, lembos, « petit bateau propulsé à la rame ».

## Description
Les Lembadionidae ont une taille, petite (< 80 μm) à moyenne (80 à 200 μm). Leur forme est largement ovoïde. Ils vivent en natation libre. Leur ciliation somatique est  holotriche (c. à d. uniforme), avec une suture postorale. Les cils caudaux sont longs, formant une touffe. La région buccale, expansive, occupe presque toute la surface ventrale. Les cils buccaux gauches apparaissant comme un long polykinétide (probablement des pénicules fusionnés longitudinalement). La ciliation parorale est longue, accompagnée à sa droite d'une longue file de dikinétides. Leur macronoyau est une ellipsoïde allongée. Un micronoyau est présent. On note une unique vacuole contractile. Ils se nourrissent de flagellés et d'autres ciliés.

## Habitat et répartition
Les Lembadionidae vivent dans des habitats d'eau douce, souvent planctoniques, mais aussi en eau saumâtre et marine.
Leur répartition est mondiale.

## Liste des genres
Selon GBIF (19 décembre 2023) :
- Lembadion Perty, 1849[5] genre type
  - Ordres synonymes : Hymenostoma Stokes, 1884, Thurophora Maskell, 1887
  - Espèce type Lembadion bullinum  (Müller, 1786) Perty, 1849 (basionyme Bursaria bullina Müller, 1786)
- Lembadionella Kahl, 1933
- Lembadium Claparède & Lachmann, 1858 ⇔ Lembadion Perty, 1849

## Systématique
Le nom correct de ce taxon est Lembadionidae Jankowski in Corliss, 1979.